# The Black League
I The Black League sono un gruppo musicale heavy metal finlandese fondato nel 1998 a Helsinki.

## Formazione

### Formazione attuale
- Maike Valanne - chitarra
- Ilkka Tanska - basso
- Rale Tiiainen - batteria
- Taneli Jarva - voce
- Heavy Hiltunen - chitarra

### Ex componenti
- Alexi Ranta - chitarra
- Mikko "Florida" Laurila - basso

## Discografia

### Album in studio
- 2000 - Ichor
- 2001 - Utopia A.D.
- 2004 - Man's Ruin Revisited
- 2005 - A Place Called Bad
- 2009 - Ghost Brothel

### EP
- 2001 - Doomsday Sun